# Robin Hyde

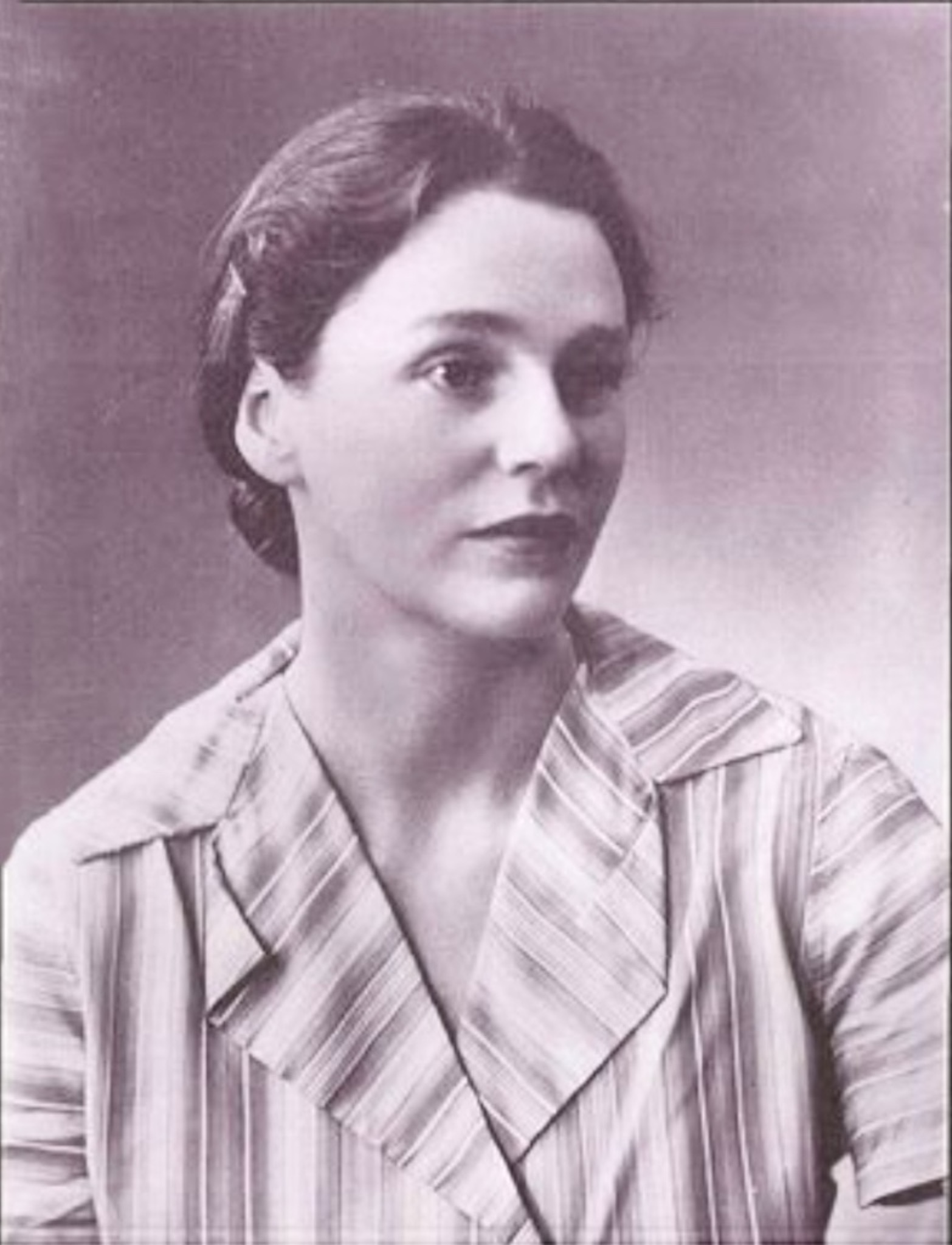
Iris Guiver Wilkinson
Pseudonym Robin Hyde
(1936)

Iris Guiver Wilkinson, in der Öffentlichkeit unter dem Pseudonym Robin Hyde bekannt, (* 19. Januar 1906 in Cape Town, Südafrika; † 22. August 1939 in Kensington, London, England) war eine neuseeländische Dichterin, Romanautorin und Journalistin.

## Frühes Leben
Iris Guiver Wilkinson wurde am 19. Januar 1906 als zweite Tochter der Eheleute Edith Ellinor Butler und George Edward Wilkinson in Cape Town, Südafrika geboren. Ihre Mutter war eine australische Krankenschwester und ihr Vater war ein englischer Arbeiter, der in Südafrika im Post und Telegraphie-System Arbeit fand. Als Iris einen Monat alt war, segelten ihre Eltern mit ihr auf der Ruapehu auf einem dritte Klasse-Ticket nach Neuseeland. Die Familie kam in Wellington an und wohnten in schäbigen Häusern nacheinander in den Stadtteilen Newtown, Melrose und Berhampore. Iris besuchte zunächst die South Wellington School und anschließend die Berhampore School, wo sie 1918 Dux der Schule wurde, was den höchsten akademischen Grad an der Schule bedeutete. Nachdem die Familie dann nach Northland, einem damaligen Vorort von Wellington zog, besuchte Iris das Wellington Girls’ College.

## Beginn der schriftstellerischen Tätigkeit
In der Zeit im College wurde Iris schon schriftstellerisch tätig, denn viele ihrer Gedichte und Geschichten erschienen zwischen 1919 und 1922 in der Zeitschrift der Schule. Mit 17 Jahren schrieb sie für den Dominion und für die Kinderseite des New Zealand Farmers’ Advocate und hatte eine Liebesaffäre  mit Harry Sweetman, einem Protegé ihres Vaters. Mit 18 Jahren musste sie sich eine Knieoperation unterziehen und als sie auf Krücken aus dem Krankenhaus herauskam, war ihre Liebe ohne sie nach England abgereist. Aufgrund dieses Knieproblems humpelte Iris für den Rest ihres Lebens. Darüber hinaus war sie von Opiaten abhängig geworden. Nach ihrer Rückkehr zum Dominion schrieb sie im Wahljahr 1925 eine leicht und locker, ihrem Alter und dem Vorgaben des Herausgebers entsprechende Kolumne unter dem Titel „Peeps at Parliament“ (Einblicke in das/Menschen im Parlament), doch die unter dem Pseudonym Novitia geschriebene Zeilen berührten einige ernste soziale Probleme des Landes. Iris lernte in Folge die Politiker William Downie Stewart, Dan Sullivan und John A. Lee kennen, die zu ihren Freunden wurden.

## Schwangerschaft und Nervenzusammenbruch
Eine kurze Liebesaffäre führte zu einer Schwangerschaft, die Iris im April 1926 in Sydney austragen wollte. Ihr Sohn, dem sie den Namen Robin Hyde geben wollte, wurde Tod geboren. Ihm zu Ehren wollte sie zukünftig unter dem Pseudonym Robin Hyde schreiben, doch nach ihrer Rückkehr nach Neuseeland brachte sie 1927 ein Nervenzusammenbruch für einige Monate in das Queen Mary Hospital in Hanmer Springs.

## Journalistisch tätig
Nach ihrer Gesundung fing Iris wieder an zu schreiben und ließ einige Gedichte von ihr in Zeitungen veröffentlichen, doch nach ihrer Rückkehr nach Wellington fand sie nur gelegentlich Arbeit als Journalistin. Im September 1928 konnte sie zunächst eine Anstellung beim New Zealand Truth, doch als sie dort entlassen wurde, konnte sie nur mit Hilfe eines Freundes eine Stelle als Assistentin von Esther Glen bekommen, die seinerzeit die Frauenseite bei der The Sun in Christchurch verantwortete. Im März 1929 wechselte sie zum Wanganui Chronicle. Bei jedem ihrer Jobs zeichnete sie für kontroverse Interviews oder subversive Kommentare in den Gesellschafts- oder Einkaufsspalten. 1929 veröffentlichte sie mit „The desolate Star“ ihren ersten Gedichtband. Doch das Werk verkaufte sich derart schlecht, dass nur wenige Exemplare einen Abnehmer fanden.

## Erneute Schwangerschaft
Während ihres Jobs beim Wanganui Chronicle wurde sie nach einer kurzen Affäre mit einem verheirateten Journalisten schwanger. Der Mann wollte ihr die Hälfte eines Schwangerschaftsabbruches bezahlen, doch sie lehnte ab und wollte das Kind zur Welt bringen. Sie ließ sich wegen einem schwachen Herz für sechs Monate krankschreiben, lebte unter falschem Namen in der Nähe des French Pass und später in Picton und gab ihrem im Oktober 1930 geborenen Sohn den Namen Derek Challis. Aufgrund von Gerüchten verlor sie ihren Job erneut und kehrte mittellos nach Wellington zurück. Ihren Sohn, dessen Existenz sie vor ihrer Familie verbarg, brachte sie schließlich in einem Pflegeheim unter.

## Erneut journalistisch tätig
Mittellos, bekam sie schließlich die Chance als Redakteurin beim New Zealand Observer zu arbeiten. Das Blatt war seinerzeit eine beliebte Wochenzeitung in Auckland und dafür arbeiten zu können, ein Geschenk für sie, denn der Job rettete sie vor dem Verfall. Sie schrieb in dem Blatt unter unterschiedlichen Pseudonymen und in den sich verschärfenden Auswirkungen der Weltwirtschaftskrise für Neuseeland standen auf einmal ihre Artikel über das Elend im krassen Gegensatz zu den Berichten über Mode oder Bällen, die sie sonst auf den Gesellschaftsseiten veröffentlichte. Bei den Unruhen im Jahr 1932, die die Queen Street von Auckland fest im Griff hatten, war sie als Berichterstatterin dabei. Als dann arbeitslose Frauen keine Unterstützung oder keine Hilfsarbeit erhielten, obwohl arbeitenden Frauen besteuert wurden, überreichte Iris dem Bürgermeister von Auckland eine entsprechende Petition.

## Selbstmordversuch
All ihren Probleme und die Problem diese Zeit erzeugten bei ihr einen großen psychischen Druck, dem sie nicht mehr gewachsen war und so versuchte sie sich Mitte 1933 zu ertränken. Die Polizei griff sie auf und sie verbrachte sechs Wochen in dem Keller des Auckland Hospitals, bevor sie bereit war sich in die Obhut der Grey Lodge des Auckland Mental Hospital zu begeben. Die Ärzte dort ermutigten sie, wieder zu schreiben. Sie blieb insgesamt viere Jahr in der Grey Lodge oder nahm sie als Zufluchtsort.

## Literarische Tätigkeit
In den vier Jahren schrieb sie vier Romane:
- 1934 – Journalese (drei Romane)
- 1936 – Check to Your King
- 1936 – Passport to Hell
- 1937 – Wednesday's Children

zwei Gedichtbände:
- 1935 – The Conquerors and Other Poems
- 1937 – Persephone in Winter

arbeitete an zwei Entwürfen für:
- 1938 – The Godwits Fly
- 1938 – Nor the Years Condemn

und auch wieder als freie Mitarbeiterin für den New Zealand Observer.
Anfang 1937 lief sie von der Grey Lodge weg, nachdem ihr behandelnder Arzt das Krankenhaus gewechselt hatte. Sie lebte in verschiedenen Unterkünften in der Gegen des Waitākere Ward, in Whangaroa und in Milford, lebte von Brot, Butter und aus der Dose. In dieser Zeit entstand das Manuskript zu „A Home in this World“, das 1984 von ihrem Sohn veröffentlicht wurde. Iris entwickelte mehr und mehr feministische und sozialistische Sichtweisen und fing an für den Tomorrow und für Woman To-day zu schreiben.

## Reise über Asien nach England
Im Januar 1938 segelte Iris nach Sydney. Dort ging sie an Bord der Changte und reiste zunächst nach Hongkong und unbeeindruckt von den japanischen Bombenangriffen besuchte sie Shanghai und Guangzhou. Sie traf sich mit chinesische Generäle, den Schriftstellern Agnes Smedley und Edgar Snow und erlangte mittels Hilfe der Neuseeländer Rewi Alley und James Munro Bertram einen von Chiang Kai-shek unterzeichneten Passierschein für die Front. Während ihrer Reise schrieb sie Gedichte, das Reisebuch „Dragon Rampant“ und viele Artikel. Nachdem Hsuchow von den Japanern eingenommen wurde, floh sie rund 50 Meilen zu Fuß und humpelnd nach Tsingtao und damit in Sicherheit. In Hongkong angekommen musste sie mit Hautinfektion und Verdauungsbeschwerden in einem Krankenhaus behandelt werden.
Mitte September 1938 erreichte sie schließlich England. Krank und mittellos schrieb sie in einem Wohnwagen in Kent über China und über the world we know, love, and are probably about to destroy (die Welt, die wir kennen und lieben und die wir wahrscheinlich zerstören werden). Sie engagierte sich im China Campaign Committee, im Left Book Club und im Suffragette Fellowship. Die beendete das Reisebuch „Dragon Rampant“. Iris war krank, litt an Depressionen, Ruhr und Anämie, ging im Krankenhaus ein und aus und wurde von Freunden unterstützt. Als der Zweite Weltkrieg kurz bevorstand, sorgte sich ihr Freund John A. Lee um sie und besorgte ihr eine Rückreise nach Neuseeland. Als William Joseph Jordan, seinerzeit Hochkommissar für Neuseeland im Vereinigten Königreich, am 23. August 1939 Iris die Botschaft ihrer Ausreisemöglichkeit überbringen wollte, fand er sie Tod in ihrer Dachkammer in Kensington. Laut Gerichtsmediziner hatte sie sich schon einen Tag zuvor mit Benzedrin vergiftet.